# Marta Vincenzi
Marta Vincenzi (Genova, 27 maggio 1947) è una politica e scrittrice italiana.
È stata la prima donna ad essere eletta presidente della provincia di Genova e sindaca del capoluogo ligure.
È stata condannata, in primo grado e in appello, a 5 anni di carcere per omicidio colposo plurimo, disastro colposo e falso, per i fatti avvenuti in occasione dell'alluvione di Genova del 4 novembre 2011 patteggiando infine una pena di 3 anni da scontare ai servizi sociali. 

## Biografia
Nata a Genova, dopo il liceo classico si laurea in filosofia. Prima dell'esperienza politica è stata dirigente scolastica di scuola superiore (preside in un istituto scolastico di Bolzaneto), per poi collocarsi dal 2004 in aspettativa non retribuita.

### Vita privata
Coniugata con l'ingegnere Bruno Marchese, ha una figlia, Malvina, economista.

## Attività politica
È stata un'esponente del Partito Comunista Italiano aderendovi nel 1974. Assessora al comune di Genova (1990), presidente della provincia di Genova (1993-2002). È stata un componente della direzione nazionale dei Democratici di Sinistra.

### Al Parlamento europeo

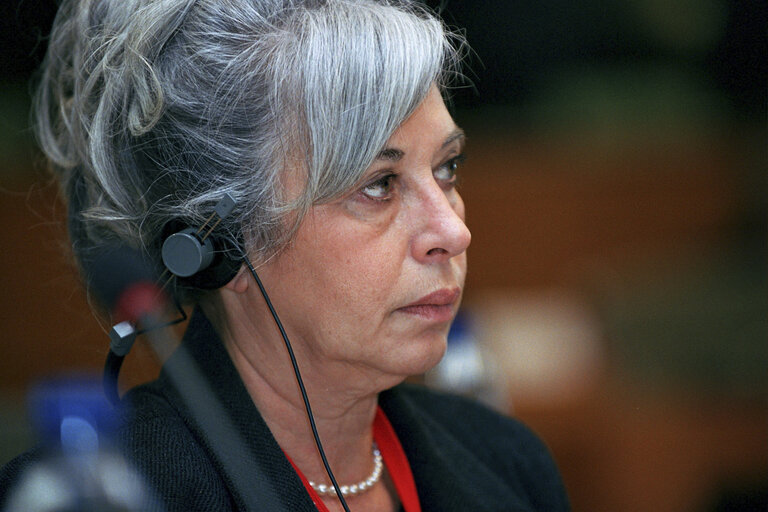
Marta Vincenzi al Parlamento Europeo

È stata deputata del Parlamento europeo dal 2004 fino al 2007; era stata eletta per la lista Uniti nell'Ulivo nella circoscrizione Nord-Ovest, ricevendo 149 000 preferenze ma ha dovuto abbandonare la carica dopo l'elezione a sindaca di Genova. Era iscritta al gruppo parlamentare del Partito del Socialismo Europeo.
Era membro della Commissione per i trasporti e il turismo; della Commissione per i diritti della donna e l'uguaglianza di genere; della Commissione per lo sviluppo regionale; della Delegazione per le relazioni con i paesi del Mashrek; della Delegazione per le relazioni con gli Stati del Golfo, compreso lo Yemen.
Il 4 febbraio del 2007 ha partecipato alle primarie del centro-sinistra per la candidatura dell'Ulivo alla carica di sindaca di Genova, ottenendo il 60% delle indicazioni degli elettori del centro-sinistra che hanno partecipato alla consultazione — pari a circa il 6,2% dei genovesi — e distanziando gli altri candidati (Stefano Zara e il poeta Edoardo Sanguineti).

### Sindaco di Genova

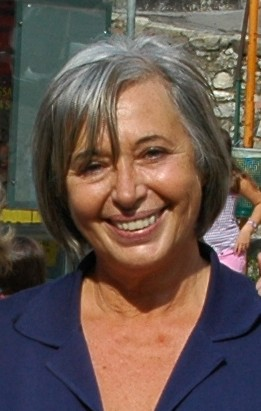
Marta Vincenzi

È stata eletta prima cittadina di Genova nelle elezioni amministrative del 27-28 maggio 2007, succedendo al collega di partito Giuseppe Pericu. Con il 51,2% dei voti ha superato il suo principale antagonista, Enrico Musso della Casa delle Libertà, diventando la prima donna sindaco del capoluogo ligure.
Contro l'elezione della Vincenzi è stato presentato un ricorso per presunta incompatibilità con la carica di prima cittadina, dovuta a conflitto di interessi per la posizione del coniuge della Vincenzi, impegnato in società operanti in settori prossimi alle attività del Comune. Il 25 settembre 2007 il tribunale ha respinto il ricorso.
La Giunta di Marta Vincenzi è stata coinvolta nel maggio 2008 da un'inchiesta giudiziaria per associazione a delinquere finalizzata alla corruzione che ha portato all'arresto del Portavoce del Sindaco, Stefano Francesca, insieme a due ex consiglieri comunali, Massimo Casagrande e Claudio Fedrazzoni ed altri. Indagati, a piede libero, anche due assessori della Giunta comunale, Massimiliano Morettini (la cui posizione è stata archiviata su richiesta del Pubblico ministero Francesco Pinto nel gennaio 2010) e Paolo Striano.
Il 12 febbraio 2012 perde le primarie del centrosinistra per scegliere il candidato a sindaco di Genova alle elezioni del maggio 2012. La Vincenzi ottiene il 27,5% dei voti, contro il candidato indipendente (ma sostenuto da Sinistra Ecologia Libertà e da esponenti della società civile come il sacerdote Andrea Gallo) Marco Doria, che vince la competizione ottenendo il 46% dei consensi. Tra i motivi della sconfitta vi è stata anche la spaccatura tra le correnti del partito di riferimento del sindaco, il Partito Democratico, che hanno portato alla presentazione di un'altra candidata appartenente alla stessa forza politica, la senatrice Roberta Pinotti (in passato assessore della giunta provinciale retta proprio dalla Vincenzi), la quale ha ottenuto il 23,6% dei consensi. Gli altri due candidati, l'ex vice questore di Genova Angela Burlando e l'ex assessore comunale della giunta Pericu Andrea Sassano hanno ottenuto rispettivamente l'1,9% e il 1%.

### L'alluvione di Genova
Dal novembre 2012 viene coinvolta dall'inchiesta giudiziaria relativa all'alluvione di Genova del 4 novembre 2011, in cui avevano perso la vita sei persone, fra cui due bambine. Il 20 giugno 2014 è rinviata a giudizio e annuncia di voler rientrare in politica «non tanto per ricoprire una carica ma per prendere parte al dibattito politico, non essendo un processo per corruzione». Il 28 novembre 2016 viene condannata a 5 anni di reclusione per omicidio colposo plurimo, disastro colposo e falso, lesioni colpose e per aver fabbricato il verbale truccato che modificava la ricostruzione degli orari di esondazione, alleggerendo le responsabilità dei vertici di Comune e protezione civile mentre il Comune di Genova è condannato a pagare una provvisionale di alcuni milioni di euro ai parenti delle vittime. La condanna è confermata dalla Corte di Appello di Genova il 23 marzo 2018, ma successivamente in parte annullata dalla Corte di cassazione che ordina una nuova pronuncia per il venire meno dell’accusa di falso confermando la condanna per omicidio colposo plurimo, disastro colposo e per una sola delle ipotesi di falso (quella in cui l’ex sindaca attestava la presenza di un volontario della Protezione civile a guardia del rio Fereggiano, poi esondato). Il 23 giugno 2020, patteggiando, la pena viene ridotta a 3 anni di reclusione, potendo chiedere l'affidamento in prova ai servizi sociali. Nel frattempo svolge un servizio di volontariato in Valpolcevera. Il 5 ottobre 2021 il Tribunale di Sorveglianza le concede l’affidamento ai servizi sociali oltre a imporle un risarcimento di tasca propria di 20.000 euro.

## Attività letteraria
Come autrice ha iniziato negli anni 2000 pubblicando alcuni saggi brevi dedicati alla propria esperienza politica in Europa: Flussi e luoghi: progettare lo spazio (2005), Il turismo ripensato da europei (2006) con prefazione di Walter Veltroni, Energia: dare nuovo slancio all'Europa melanconica (2006), seguiti dai volumi Cittadini di un'Europa unita e Oltre Genova, l'Europa (2007), entrambi scritti a quattro mani con Maurizio Maresca. Nel 2020 ha pubblicato il saggio La promessa della sicurezza (Albatros), in cui analizza il linguaggio usato nella politica e nella redazione delle leggi, nei mezzi di comunicazione di massa e nella magistratura riguardo alla trattazione dei problemi climatici, in contrapposizione alle promesse di sicurezza indirizzate ai cittadini.
Dopo due libri dedicati alla memorialistica, con 38 più una (2010), incentrato sull'esperienza di sindaco, e In attesa di giudizio (2014), sulle vicende giudiziarie seguite ad essa, è passata alla narrativa, pubblicando i romanzi L'eredità di Marianne (2016), Vite, morti e miracoli (2018), Variazioni around the trout (2017), Pas de deux (2019), Omicidio al Corona Park (2021) e Ada (2023).

## Opere

### Saggistica
- Marta Vincenzi, Flussi e luoghi: progettare lo spazio, ELM, 2005.
- Marta Vincenzi, Il turismo ripensato da europei, prefazione di Walter Veltroni, ELM, 2006.
- Marta Vincenzi, Energia: dare nuovo slancio all'Europa melanconica, Creattiva, 2006.
- Marta Vincenzi e Maurizio Maresca, Cittadini di un'Europa unita, Forum, 2007, ISBN 9788884204097.
- Marta Vincenzi e Maurizio Maresca, Oltre Genova, l'Europa, Nicola Teti Editore, 2007.
- Marta Vincenzi, Guida alla Genova Pop, De Ferrari, 2013, ISBN 9788864054841.
- Marta Vincenzi, La promessa della sicurezza, Albatros, 2020, ISBN 8830614343.

### Memorialistica
- Marta Vincenzi, 38 più una, De Ferrari, 2010.
- Marta Vincenzi, In attesa di giudizio, il melangolo, 2014, ISBN 8870189643.

### Narrativa
- Marta Vincenzi, L'eredità di Marianne, De Ferrari, 2016, ISBN 8864057498.
- Marta Vincenzi, Variazioni around the trout, De Ferrari, 2017, ISBN 9788864058627.
- Marta Vincenzi, Vite, morti e miracoli, De Ferrari, 2018, ISBN 9788864059976.
- Marta Vincenzi, Pas de deux, De Ferrari, 2019, ISBN 9788855030984.
- Marta Vincenzi, Omicidio al Corona Park, il melangolo, 2021, ISBN 9788869833137.
- Marta Vincenzi, Ada, il melangolo, 2023, ISBN 8869833968.